# Concerti a due cori HWV 332-334
Les trois Concerti a due cori (HWV 332, 333 et 334) sont des œuvres orchestrales de Georg Friedrich Haendel.
Due cori (en français : « Deux chœurs ») signifie en fait que deux ensembles distincts d'instruments à vent composés chacun d'un basson, deux hautbois et, pour le concerto HWV 333, deux cors, concertent avec l'ensemble des cordes et la basse continue.
Ces œuvres ont été composées pour être exécutées en intermède de certains oratorios en anglais à l'exemple des concertos pour orgue. Leur composition remonte environ aux années 1747/1748.
- HWV 332 (Si bémol Majeur) en 7 mouvements tous empruntés (sauf l'ouverture) à des œuvres antérieures
- HWV 333 (Fa Majeur) 6 mouvements dont 4 sont des emprunts
- HWV 334 (Fa Majeur) 6 mouvements, tous originaux ; il fut composé pour les exécutions de l'oratorio Judas Maccabæus.

Les deux autres sont peut-être liés respectivement aux oratorios Joshua et Alexander Balus.